# 路易斯·佩雷斯·达斯马里尼亚斯
路易斯·佩雷斯·达斯马里尼亚斯-索托马约尔（西班牙語：Luis Pérez das Mariñas y Sotomayor，1567年或1568年—1603年12月7日），西班牙殖民者。他于1593年至1596年期间担任菲律宾都督。其父戈麦斯·佩雷斯·达斯马里尼亚斯亦曾担任过菲律宾都督的职务。
1594年，柬埔寨遭到暹罗的入侵，派人前来求救。布拉斯·鲁伊斯和迪奥戈·维洛佐声称柬埔寨很容易被重新征服，这样西班牙就可以将其当做在亚洲大陆的一个立足点，从而成功劝说他出兵柬埔寨。1596年，他发动对柬埔寨和棉兰老岛的远征，但均失败。
在任期结束后，他以个人名义再度远征柬埔寨，但在海上遭遇风暴，飘到了中国沿岸的埃尔皮尼亚尔，在葡属澳门遭到葡萄牙人的攻击。他只好放弃远征柬埔寨的企图，回到马尼拉。1603年，中国常来人叛军对马尼拉城中的西班牙人进行大屠杀，他被砍头杀害。